# Гарсия, Алексис
А́лексис Энри́ке Гарси́я Ве́га (исп. Alexis Enrique García Vega; 21 июля 1960 в Кибдо, департамент Чоко́) — колумбийский футболист, выступавший в 1980—1990-е годы на позиции центрального полузащитника. По окончании спортивной карьеры работал тренером и спортивным комментатором.

## Биография

### Игровая карьера
Алексис Гарсия до 19 лет выступал на любительском уровне, играл за сборную департамента Антиокья. В 1980 году стал профессионалом и присоединился к «Варта Кальдас» (впоследствии — «Кристаль Кальдас», современный «Онсе Кальдас»). В том же году Гарсия получил вызов в Олимпийскую сборную Колумбии, которая приняла участие в футбольном турнире на московской Олимпиаде. Колумбия заняла третье место в своей группе и не смогла выйти в плей-офф. Алексис принял участие во всех трёх матчах группового этапа, один раз выйдя в стартовом составе.
В 1986 году Гарсия перешёл в «Атлетико Насьональ», и выступал за эту команду до самого завершения карьеры. В конце 1980-х годов «зелёные» выдвинулись в число ведущих клубов Южной Америки. В 1989 году команда впервые в истории колумбийского футбола стала обладателем Кубка Либертадорес. Также Гарсия, который со временем стал капитаном «Атлетико Насьоналя», помог «Атлетико» дойти до финала этого турнира в 1995 году, а также завоевать два Межамериканских кубка. На внутренней арене «Маэстро» дважды становился чемпионом Колумбии, и ещё три раза занимал второе место. Завершил карьеру футболиста в 1998 году.
В 1980-е годы Алексис Гарсия периодически вызывался в Олимпийскую сборную Колумбии, но после московского турнира 1980 года колумбийцы не могли пробиться в финальную стадию Олимпиады. В 1988 году Гарсия впервые сыграл за главную сборную своей страны. Он выступал за неё до 1993 года, в общей сложности проведя за «кафетерос» 24 матча и забив два гола. Из-за разногласий с Франсиско Матураной не попал в финальную заявку на чемпионат мира 1990 года. Сыграл на трёх Кубках Америки — 1989, 1991 и 1993 годов. В последних двух случаях Колумбия доходила до полуфинала, а в 1993 году завоевала бронзовые медали.

### Тренерская карьера
Первой тренерской командой для Алексиса Гарсии стал «Онсе Кальдас», который в 1999 году дебютировал в Кубке Либертадорес. В первой же своей игре команда Гарсии обыграла аргентинский «Ривер Плейт» со счётом 4:1. Однако по итогам очень сложного группового турнира «Онсе Кальдас» оказался на последнем месте в группе и не пробился в плей-офф. По этой причине Гарсия принял решение покинуть «Онсе».
В 2002 году работал с «Атлетико Букарамангой», а затем возглавил ещё одну свою бывшую команду с игровых времён — «Атлетико Насьональ». Помог «зелёным» дойти до финала первого в истории розыгрыша Южноамериканского кубка, где сильнее оказался аргентинский «Сан-Лоренсо де Альмагро».
До 2006 года регулярно менял команды, работая с ними по одному сезону — «Депортиво Перейра», «Атлетико Букараманга», «Сентаурос Вильявисенсио». С 2006 по 2012 год работал с «Ла Экидадом», с которым в 2006 году выиграл второй дивизион чемпионата Колумбии (Категория Примера B). В 2008 году привёл «Ла Экидад» к победе в Кубке Колумбии.
В 2010-е годы с перерывами возглавлял «Хуниор», «Форталесу Сипакиру», «Индепендьенте Санта-Фе» и «Депортиво Пасто». С 2020 года вновь работает с «Ла Экидадом».
Помимо тренерской работы, Алексис Гарсия периодически работает на радио и телевидении в качестве эксперта и комментатора. В июне 2021 года во время комментария отборочного матча к чемпионату мира 2022 года между Колумбией и Перу на радио «Караколь» Гарсия очень часто кашлял, и впоследствии у него был выявлен коронавирус.

## Титулы и достижения
Игровые
- Чемпион Колумбии (2): 1991, 1994
- Вице-чемпион Колумбии (3): 1988, 1990, 1992
- Обладатель Кубка Либертадорес (1): 1989
- Финалист Кубка Либертадорес (1): 1995
- Обладатель Межамериканского кубка (2): 1989, 1995[14]

Тренерские
- Победитель Примеры B (1): 2006
- Обладатель Кубка Колумбии (1): 2008
- Финалист Южноамериканского кубка (1): 2002